# 北の港駅
「北の港駅」（きたのみなとえき）は、2010年1月20日に発売された田川寿美のシングル。

## 解説
- 2010年2月1日〜2月8日付のオリコン週間演歌・歌謡シングルチャートで連続1位を獲得。
- 作詞・作曲は恩師である悠木圭子と鈴木淳が手掛けた。両氏が田川のシングル曲を手掛けるのは2001年発売の「海鳴り」以来9年ぶり。

## 収録曲
- 両楽曲共に、作詞：悠木圭子、作曲：鈴木淳

1. 北の港駅 (5:05)
編曲：前田俊明
2. 哀しみにさようなら (4:12) 
編曲：若草恵
3. 北の港駅 オリジナル・カラオケ (5:05)
4. 哀しみにさようなら オリジナル・カラオケ (4:12)
5. 北の港駅 半音下げオリジナル・カラオケ (5:06)
6. 北の港駅 半音下げオリジナル・カラオケ ガイドメロ入り (5:03)